# 47. Jahrhundert v. Chr.
Portal Geschichte | Portal Biografien | Aktuelle Ereignisse | Jahreskalender | Tagesartikel

◄ |
6. Jt. v. Chr. |
5. Jahrtausend v. Chr. | 4. Jt. v. Chr.  ►

◄ |
49. Jh. v. Chr. |
48. Jh. v. Chr. |
47. Jahrhundert v. Chr. |
46. Jh. v. Chr. |
45. Jh. v. Chr. |
►
Das 47. Jahrhundert v. Chr. begann am 1. Januar 4700 v. Chr. und endete am 31. Dezember 4601 v. Chr. Dies entspricht dem Zeitraum 6650 bis 6551 vor heute.

## Zeitrechnung
Gemäß Pearson u. a. (1986) schwanken die dendrochronologisch geeichten Radiokarbonalter für das 47. Jahrhundert zwischen 5785 und 5749 Radiokohlenstoffjahren. Zwischen 4680 und 4630 v. Chr. macht der Kurvenverlauf jedoch eine sehr starke negative Exkursion. Diese Exkursion zeigt sich abgeschwächt auch bei INTCAL98 (Stuiver, M. u. a. 1998), dessen Werte sich für das Jahrhundert zwischen 5815 und 5750 Radiokohlenstoffjahren bewegen.

## Zeitalter, Epoche
- Mittleres Atlantikum (AT2 – 5050 bis 4550 v. Chr.).
- Mittelneolithikum (5000 bis 4500 v. Chr.) in Mitteleuropa.

## Entwicklungen, Erfindungen und Entdeckungen
- 4700 v. Chr.:
  - Der Höhepunkt in der Errichtung der Kreisgrabenanlagen in Mitteleuropa (etwa 100 Anlagen im Zeitraum 4900 bis 4700 v. Chr.) wird überschritten.
  - Erste Megalithanlagen in Europa.
  - Die Blütezeit von Solnizata in Bulgarien beginnt. Gemäß bulgarischen Archäologen ist sie die erste befestigte, städtische Siedlung in Europa. Hier wird Salz abgebaut.

## Archäologische Kulturen

### Kulturen in Nordafrika
- Tenerium (5200 bis 2500 v. Chr.) in der Ténéré-Wüste mit Fundstätte Gobero

### Kulturen in Mesopotamien und im Nahen Osten
- Halaf-Kultur (5500 bis 5000 v. Chr., auch 5200 bis 4500 v. Chr.) – späte Stufe
- Obed-Zeit (5500 bis 3500 v. Chr.) – Obed II.
- Tappe Sialk (6000 bis 2500 v. Chr.) im Iran – Sialk III
- Amuq (6000 bis 2900 v. Chr.) in der Türkei – Amuq D
- Mersin (5400 bis 2900 v. Chr.) in Anatolien – Mersin 19-17
- Eridu (ab 5300 bis ca. 1950 v. Chr.) in Mesopotamien – Eridu 19-15, Tempelbauphasen XV-XII
- Byblos im Libanon – spätes Neolithikum (5300 bis 4500 v. Chr.)
- Tappa Gaura (5000 bis 1500 v. Chr.) im Norden Mesopotamiens – Tappa Gaura 19-18
- Ninive (ab 6500 v. Chr.) im Norden Mesopotamiens – Ninive 3
- Susiana (5500 bis 4400 v. Chr.) im Iran – Susiana B
- Haggi Mohammed (5000 bis 4500 v. Chr.) in der Türkei
- Can Hasan (4900 bis 4500 v. Chr.) in der Türkei

### Kulturen in Ostasien
- China:
  - Laoguantai-Kultur (6000 bis 3000 v. Chr.), oberer Gelber Fluss
  - Dadiwan-Kultur (5800 bis 3000 v. Chr.), oberer Gelber Fluss
  - Beixin-Kultur (5400 bis 4400 v. Chr.)
  - Qingliangang-Kultur (5400 bis 4400 v. Chr.)
  - Hemudu-Kultur (5200 bis 4500 v. Chr., jüngere Datierung 5000 bis 3300 v. Chr.), Zhejiang
  - Baiyangcun-Kultur (5000 bis 3700 v. Chr., wird auch jünger datiert: 3000 bis 1700 v. Chr.), Yunnan
  - Yangshao-Kultur (5000 bis 2000 v. Chr.), Zentral- und Nordchina
  - Caiyuan-Kultur (4800 bis 3900 v. Chr.), Nordwestchina (Ningxia)
  - Majiabang-Kultur (4750 bis 3700 v. Chr.), unterer Jangtsekiang
  - Hongshan-Kultur (4700 bis 2900 v. Chr.) in Nordostchina
- Korea:
  - Frühe Jeulmun-Zeit (6000 bis 3500 v. Chr.).
- Japan:
  - Jōmon-Zeit (10000 bis 300 v. Chr.) – Frühste Jōmon-Zeit – Jōmon II (8000 bis 4000 v. Chr.)

### Kulturen in Europa
- Nordosteuropa:
  - Grübchenkeramische Kultur (4200 bis 2000 v. Chr.) (jedoch Radiokarbondatierung: 5600 bis 2300 v. Chr.)
  - Narva-Kultur (5300 bis 1750 v. Chr.)
  - Memel-Kultur (7000 bis 3000 v. Chr.)
- Osteuropa:
  - Chwalynsk-Kultur (5200 bis 4500 v. Chr.) in Russland
  - Dnepr-Don-Kultur (5000 bis 4000 v. Chr.)
  - Kurgan-Kulturen (5000 bis 3000 v. Chr.) in Kasachstan und Osteuropa
  - Lengyel-Kultur (4900 bis 3950 v. Chr.)
- Südosteuropa:
  - Sesklo-Kultur (6850 bis 4400 v. Chr.) im nördlichen Griechenland
  - Vinča-Kultur (5400 bis 4500 v. Chr.) (oder auch Donauzivilisation) in Serbien, West-Rumänien, Süden Ungarns und im östlichen Bosnien.
  - Karanowo-Kulturen im Süden Bulgariens – Karanowo V, frühe Kupferzeit (4950 bis 4500 v. Chr.)
  - Dimini-Kultur (4800 bis 4000 v. Chr.) in Thessalien
  - Cucuteni-Kultur (4800 bis 3200 v. Chr.) in Rumänien, Moldawien, Ukraine: Prä-Cucuteni I-III (4800 bis 4500 v. Chr.) bzw. Tripolje A
  - Die Gumelniţa-Kultur (4700 bis 3700 v. Chr.) etabliert sich in Rumänien und Moldawien: Phase Gumelniţa A1 (4700 bis 4350 v. Chr.)
- Mitteleuropa:
  - Bandkeramische Kultur (5600 bis 4100 v. Chr.) in Frankreich, Belgien, Deutschland, Österreich, Tschechien, Polen, Slowakei, Ungarn, Rumänien und Ukraine
  - Theiß-Kultur (5120 bis 4490 v. Chr.) in Ungarn
  - Ertebølle-Kultur (5100 bis 4100 v. Chr.) in Dänemark und in Norddeutschland
  - Swifterbant-Kultur (5000 bis 3400 v. Chr.) in den Niederlanden, Belgien und Niedersachsen (in den Niederlanden datiert sie von 5700 bis 4100 v. Chr.)
  - Stichbandkeramik (4900 bis 4500 v. Chr.) in Deutschland, Tschechien und Österreich
  - Das Südostbayerische Mittelneolithikum (5000 bis 4600 v. Chr.) in Bayern – SOB II, Älteres Oberlauterbach (ca. 4800 bis 4600 v. Chr.) und SOB III, Jüngeres Oberlauterbach (um 4600 v. Chr.) verschwindet am Ende des Jahrhunderts

- Westeuropa:
  - Megalithkulturen:

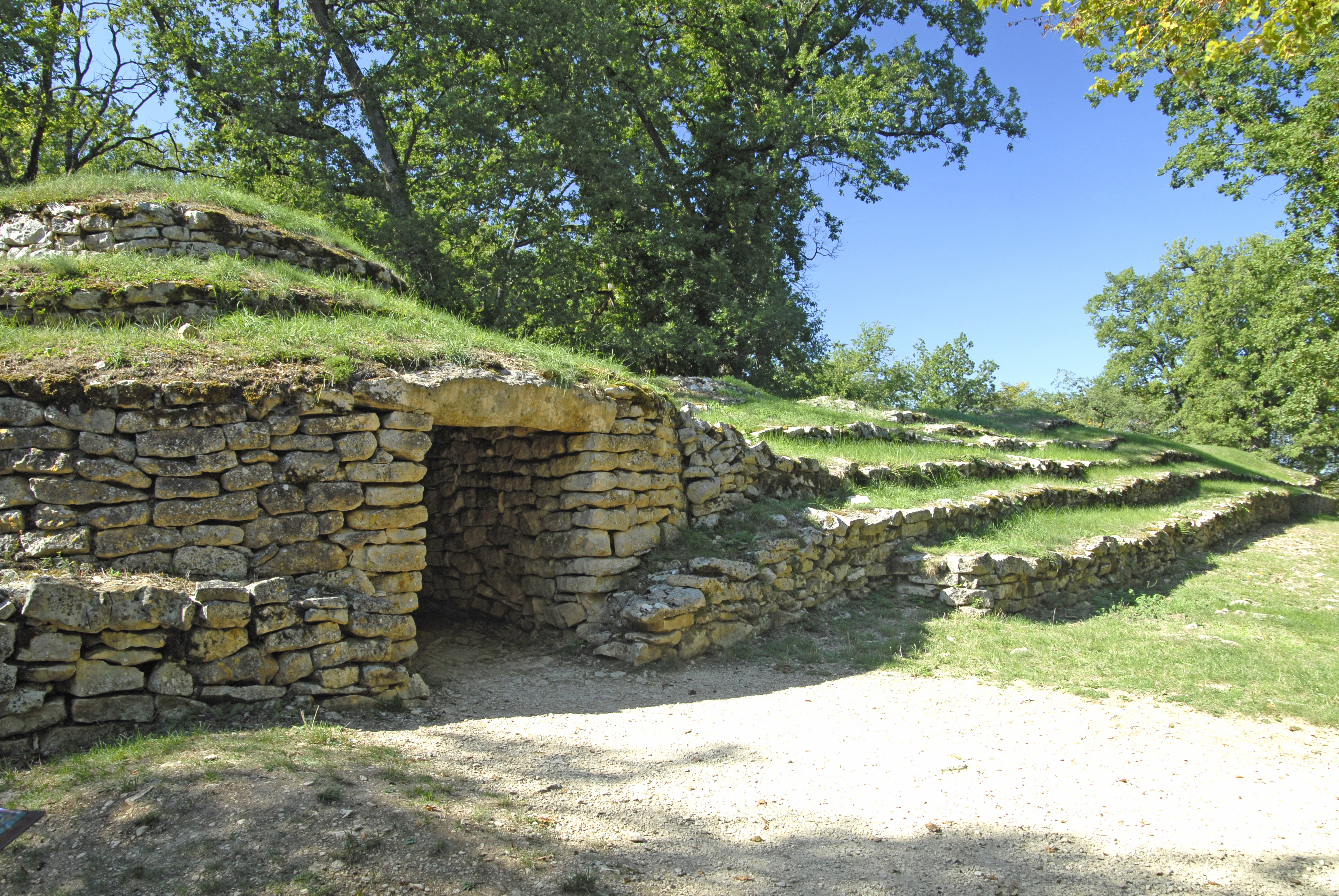
Tumulus F der Nekropole von Bougon, Frankreich, ca. 4700 v. Chr.

    - In Frankreich Beginn der ersten Megalithanlagen (4700 bis 2000 v. Chr.). Nekropole von Bougon
- Südeuropa:
  - Malta – Għar-Dalam-Phase (5000 bis 4500 v. Chr.)
- Nord- und Mesoamerika:
  - Archaische Periode
  - Coxcatlán-Phase (5000–3400 v. Chr.) in Tehuacán (Mexico)
- Südamerika:
  - Chinchorro-Kultur (7020 bis 1500 v. Chr.) in Nordchile und Südperu
  - Mittlere Präkeramik (7000 bis 4000 v. Chr.) im Norden Chiles Unterstufen Alto Barranco und Alto Aguada entlang der Pazifikküste und Rinconada im Hinterland[3]
  - Die Las-Vegas-Kultur in Ecuador (8000 bis 4600 v. Chr.) verschwindet gegen Ende des Jahrhunderts